# Oblężenie Gdańska (1807)
Oblężenie Gdańska – starcie zbrojne, które miało miejsce w 1807 roku, w trakcie wojny z IV koalicją antyfrancuską. Wojska napoleońskie w niespełna trzy miesiące zmusiły garnizon miasta do kapitulacji. Utworzone zostało Wolne Miasto Gdańsk, które istniało do roku 1814.

## Podłoże

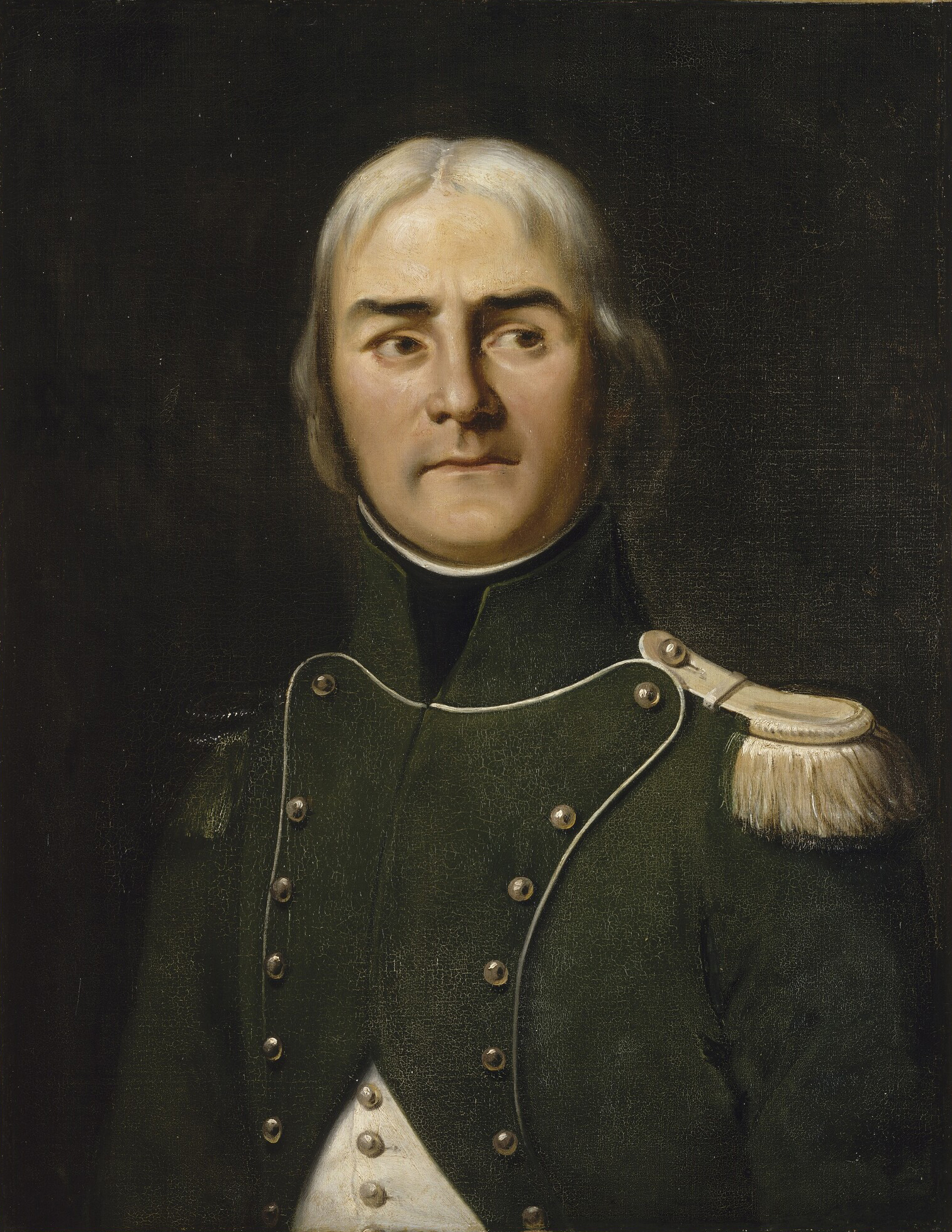
François Joseph Lefebvre

Od 23 stycznia 1793 roku Gdańsk znajdował się pod zaborem pruskim. W Berlinie z niepokojem obserwowano sukcesy polityczne i militarne Francji pod rządami Napoleona, który 16 lipca 1806 roku utworzył Konfederację Reńską i ogłosił się jej protektorem. Rząd pruski wystosował w sierpniu ultimatum wzywające Francję do wycofania się za Ren, a w październiku Fryderyk Wilhelm wypowiedział wojnę i ogłosił powstanie IV koalicji. Tymczasem świetna ongiś armia pruska nie była zdolna do walki. W bitwach pod Jeną i Auerstedt poniosła klęskę. W kilka dni później (27 października) padł Berlin, a Prusacy uciekali przed Francuzami pokonując 90 km w 32 godziny. Lecz po sforsowaniu Odry tempo natarcia spadło ze względu na wydłużenie się linii zaopatrzenia (brakowało chleba, furażu, medykamentów), a ponadto ku Wiśle zbliżały się armie rosyjskie idące na pomoc pobitemu sojusznikowi. Armie Bennigsena (62 tysiące żołnierzy) i Buxhoevedena (40 tysięcy) były poważnym problemem dla Napoleona, tym więcej, że Prusacy opanowali strach i wzmogli opór. Monarchia pruska przywiązywała ogromną wagę do obrony Gdańska, która miała być pokazem lojalności i przywiązania gdańszczan do dworu Hohenzollernów.
Gdańsk posiadał potężne fortyfikacje, głównie na wzniesieniach Biskupia Górka (Bischofsberg) i Grodzisko (Hagelsberg), a poza miastem kilka fortów w Nowym Porcie oraz Szaniec Wapienny (Kalkschanze) u ujścia Wisły; wzmocniono też wyspę Ostrów (Holm).
W okresie poprzedzającym oblężenie miasta przez wojska francuskie jego garnizon liczył 370 oficerów i 15 287 żołnierzy (w tym wielu Polaków siłą wcielonych do armii pruskiej). Garnizon posiadał około 700 dział, haubic i moździerzy, z czego co najmniej 600 sprawnych. Dodatkowo w mieście i w Twierdzy Wisłoujście stacjonowały rosyjskie posiłki liczące niemal 4800 ludzi. Na czele obrońców miasta stanął wiekowy marszałek Kalckreuth. Ponadto wody Zatoki Gdańskiej patrolowało kilka (6-12) angielskich fregat.
Wojskami francuskimi maszerującymi na Gdańsk dowodził od 25 lutego marszałek Lefebvre. Na jego siły składały się wojska różnych narodowości (Polacy, Francuzi, Badeńczycy i Sasi), które w sumie liczyły niemal 17 tysięcy żołnierzy. Lefebvre był pozbawiony ciężkich dział oblężniczych, które miały dopiero zostać ściągnięte pod Gdańsk ze Szczecina.

## Oblężenie

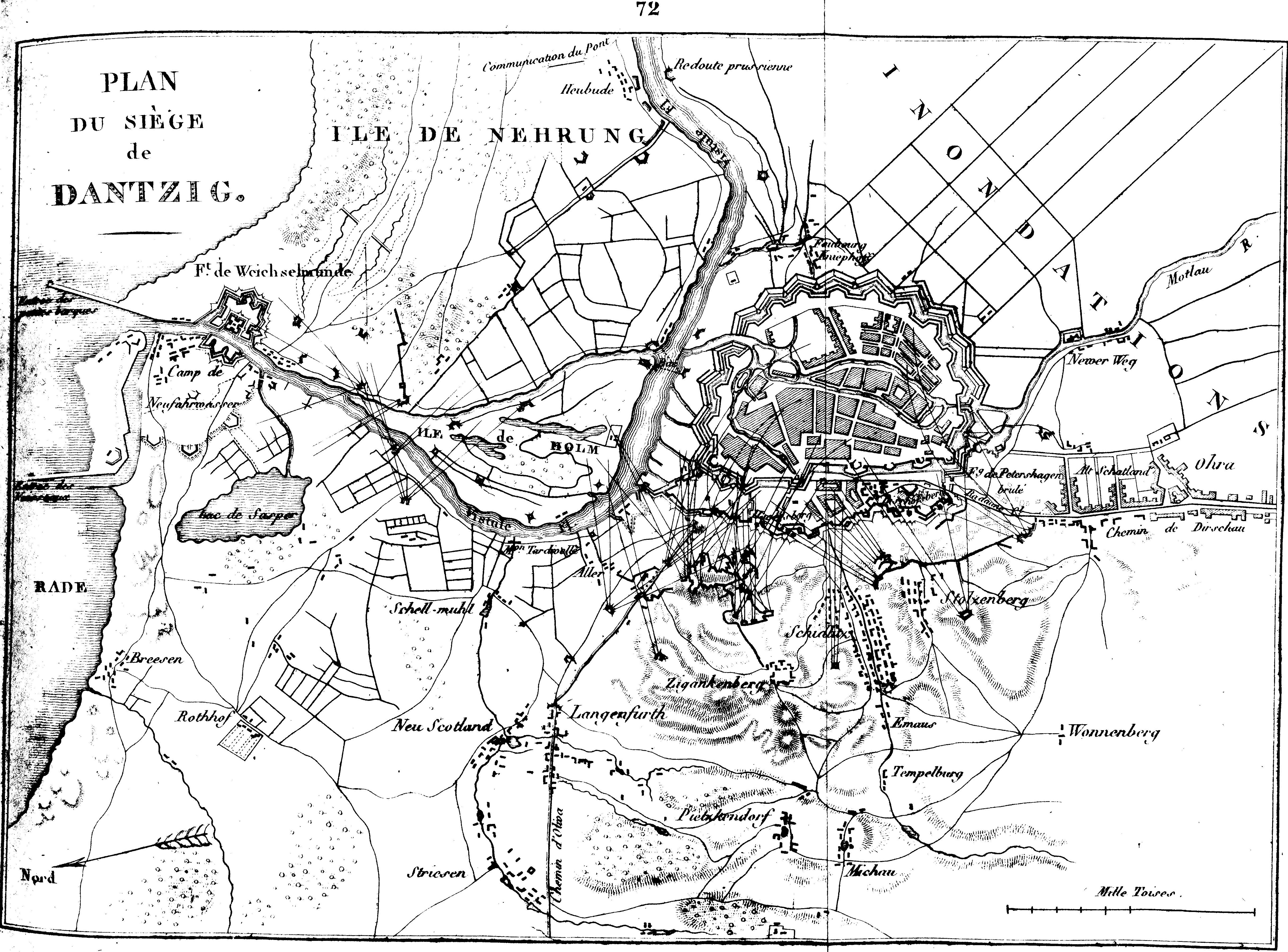
Mapa oblężenia

Działania oblężnicze zaczęły się 7 marca od zajęcia Pruszcza przez straż przednią wojsk francuskich i Chełma przez Polaków dowodzonych przez Amilkara Kosińskiego. 10 marca został odcięty dopływ kanału Raduni do miasta, co skutkowało wstrzymaniem pracy młynów wodnych i zwiększyło problemy z zaopatrzeniem miasta w żywność. Pierścień oblężenia na lądzie zamknął się 20 marca, gdy z Mierzei Wiślanej zostały wyparte wojska generała Roquette’a.
26 marca garnizon miasta dokonał wypadu w celu zniszczenia okopów oblężniczych w rejonie Grodziska i Biskupiej Górki, a w efekcie opóźnienia postępów sił oblegających. Wypadu dokonało 1800 piechurów i 1000 kawalerzystów przez Bramę Oliwską i Bramę Wyżynną. Wypad ten nie przyniósł spodziewanych efektów, choć początkowo Prusakom udało się zmusić do odwrotu Badeńczyków. Sytuację opanowali Polacy, którymi dowodził major Jan Weyssenhoff. Nadjechał też sam Lefebvre. Jak opisał to uczestnik kontrnatarcia:

„zsiadł z konia, a odpiąwszy surdut odkrył hafty munduru i gwiazdy. Kazał doboszom bić szarżę, a znajdując, że nie dość żywo biją, sam bęben porwał i tak przyśpieszonym krokiem pędził ku nieprzyjacielowi.”

24 kwietnia udało się w końcu ustawić na pozycjach artylerię oblężniczą (100 dział), która niezwłocznie przystąpiła do bombardowania miasta. Już następnego dnia marszałek Lefebvre zaproponował obrońcom honorową kapitulację, która została odrzucona. Kalckreuth wierzył, że Fryderyk Wilhelm nie pozostawi Gdańska własnemu losowi i że miasto powinno zawstydzić inne pruskie twierdze, które nazbyt szybko kapitulowały.
W trakcie pozorowanego ataku na Grodzisko w nocy z 7 na 8 maja wojska francuskie zdobyły wyspę Ostrów, odcinając miasto od głównych zapasów żywności oraz Szaniec Wapienny – wybudowany już w czasie działań wojennych. Tydzień później (14/15 maja) nowo dosłane drogą morską do Nowego Portu posiłki rosyjskie w sile 8000 ludzi dowodzonych przez generała-majora Nikołaja Kamienskiego uderzyły z kierunku Twierdzy Wisłoujście w kierunku na Stogi celem odkorkowania Mierzei Wiślanej, jednak zostały odparte przez połączone siły polsko-francuskie. Ich klęska ostatecznie przekreśliła szanse na odsiecz ze strony Rosji dla oblężonego Gdańska, tym więcej, że 22 maja Francuzi zdobyli Grodzisko.

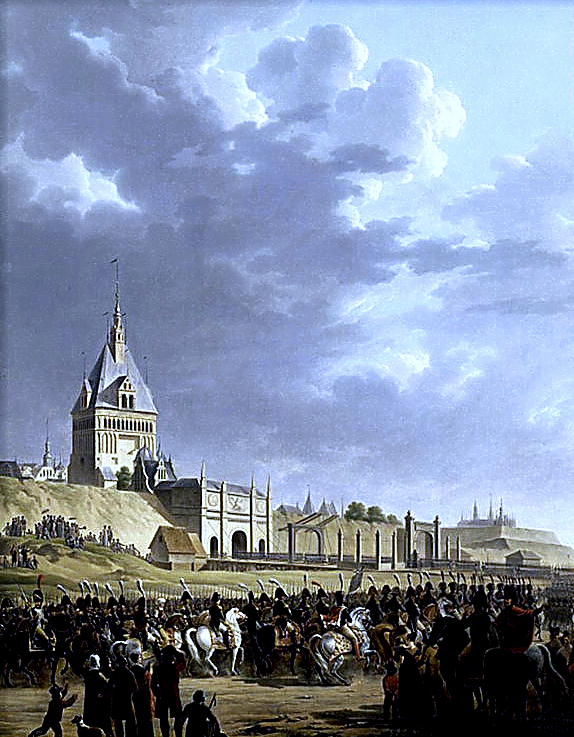
Wkroczenie wojsk francuskich do Gdańska po oblężeniu – obraz z XIX w.

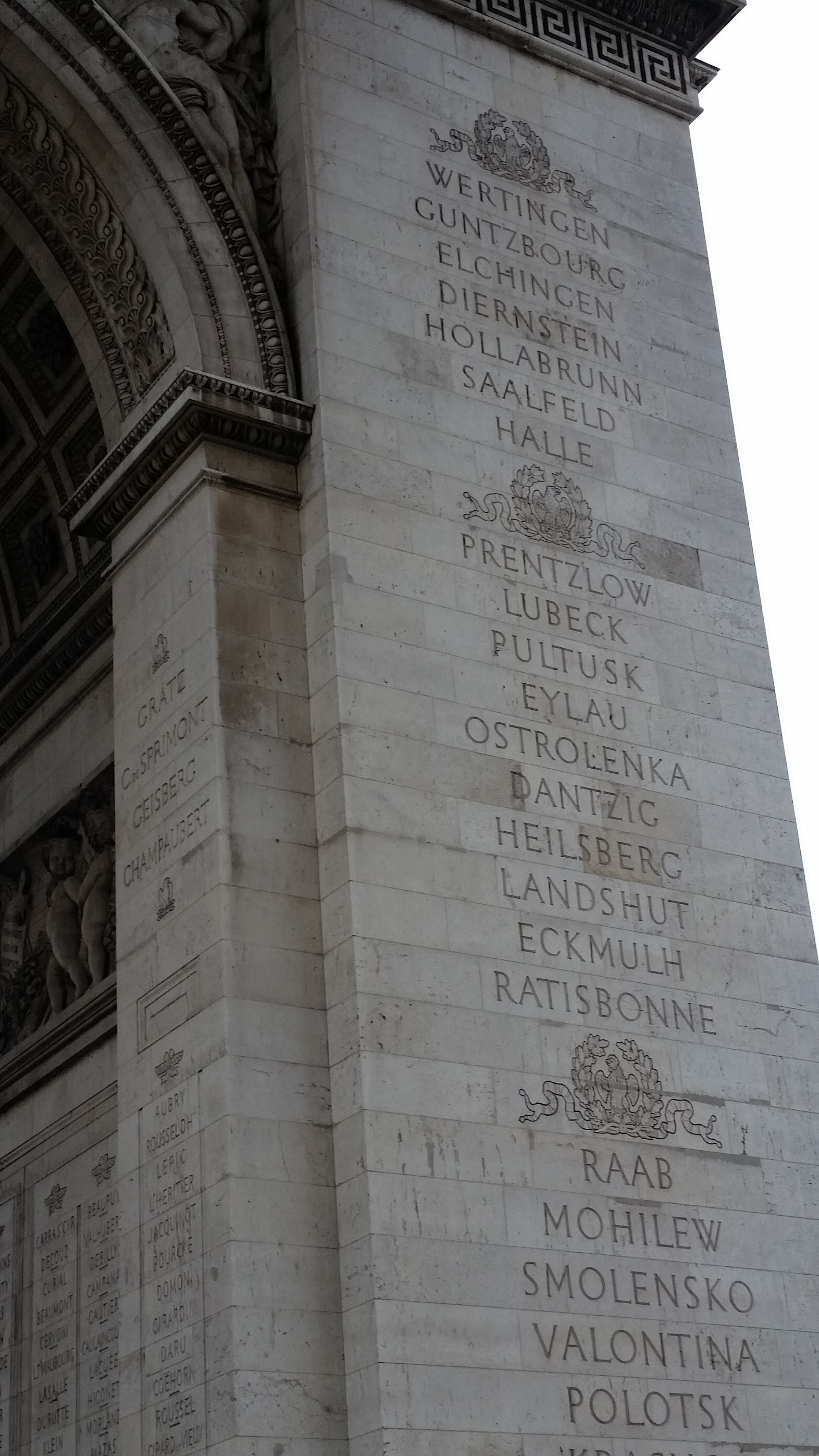
Łuk Triumfalny w Paryżu z nazwą Dantzig/Gdańsk (upamiętniającą oblężenie)

## Kapitulacja
Problemy z żywnością, masowe dezercje Polaków i wzrastający opór mieszkańców Gdańska pchnęły dowódcę twierdzy do poddania miasta. Rokowania kapitulacyjne trwały od 22 do 24 maja. Ze strony francuskiej prowadzili je szef sztabu Lefebvre’a generał Drouet i adiutant cesarza pułkownik Lacoste, którzy ściśle wykonywali instrukcje Napoleona. Cesarz osobiście zredagował 77. biuletyn Wielkiej Armii, zaczynając go słowami: „Gdańsk skapitulował. To piękne miasto jest w naszej mocy...”.
Garnizon miasta, bez broni i koni (zostawiono je tylko oficerom), ale ze sztandarami, opuścił Gdańsk 25 maja. Wkroczenie marszałka Lefebvre do miasta odbyło się ulicą Długą, 27 maja o godzinie 9 rano, zaś 1 czerwca odbył się uroczysty wjazd Napoleona. Na uroczystym obiedzie mianował głównodowodzącego oblężeniem marszałka księciem Gdańska. Ponadto obłożył miasto kontrybucją w wysokości 20 mln franków. Połowa miała zostać zapłacona w gotówce, połowa towarami i produktami. Cesarz opuścił miasto następnego dnia wieczorem, a 6 czerwca zmęczony Lefebvre udał się na leczenie do Wiesbaden.
9 lipca 1807, w wyniku podpisania pokoju w Tylży, powstało Wolne Miasto Gdańsk. Artykuł XIV traktatu francusko-pruskiego stwierdzał: JKM król Prus zrzeka się na wsze czasy posiadania Gdańska, a artykuł XIX precyzował: Miasto Gdańsk wraz z obszarem o promieniu dwóch mil wokół jego obwodu odzyska niepodległość pod protektoratem JKM króla Prus i JKM króla Saksonii i zarządzane będzie przez prawo, które istniało w epoce, gdy ono samo się rządziło.